# Хайбери (стадион)
Стадион «Ха́йбери» был расположен в одноимённом районе Хайбери на севере Лондона. Размеры стадиона — 101 на 67 метров. Вместимость — 38 419 зрителей. С 6 сентября 1913 по 7 мая 2006 года являлся домашней ареной футбольного клуба «Арсенал».
Первоначально был построен в зоне отдыха местного колледжа и впоследствии был реконструирован дважды. Первая серьёзная перестройка произошла в 1932 году под руководством шотландского архитектора Клода Ферьера. Тогда к полю были пристроены Западная и Восточная трибуны. Вторая реконструкция пришлась на рубеж 80-х и 90-х годов, когда были снесены некоторые старые конструкции. В последнее десятилетие своего существования стадион не мог обеспечить местами всех желающих. Клубная казна теряла часть доходов, и, как итог, руководством лондонского клуба было принято решение о постройке нового стадиона «Эмирейтс». В 2006 году начался демонтаж «Хайбери».
Стадион также принимал матчи сборной Англии, полуфиналы Кубка Англии. На нём проводились соревнования Летних Олимпийских Игр 1948 года, боксёрские поединки, бейсбол и крикет. Рядом со стадионом присутствует станция лондонского метро.

## История
Футбольный клуб «Арсенал» был основан в 1886 году и долгое время не имел собственного стадиона. Изначально команда проводила свои матчи на пустыре возле оружейного завода, на котором тогда часто проводили учения королевские артиллеристы. Вместо газона на поле были глубокие колеи и в большом количестве присутствовали булыжники. Позже «Арсенал» переехал на поле, принадлежащее свиноферме, где рытвины и булыжники заменялись зловонным запахом и последождевой жижей. После первых успехов команду пригласили играть на стадион «Инвикта», где были не только трибуны, но и раздевалки. 1893 год принято считать началом периода трудностей «Арсенала», включающая в себя бесконечные аренды чужих стадионов, финансовые проблемы и даже не свершившееся объединение с клубом «Фулхэм».
Летом 1913 года владелец клуба Генри Норрис задумал построить новый стадион «Арсенала» ближе к центру Лондона. Был выбран район Хайбери, который был хорошим компромиссом для всех. Президент договорился с колледжем Святого Иоанна об аренде их земли сроком на 21 год и взял обязательство не проводить матчи в период религиозных праздников. К осени переезд состоялся окончательно, и 6 сентября 1913 года был проведён первый матч против команды «Лестер Фосс». В тот же день нападающий гостей Томми Бенфилд стал первым игроком, забившим мяч на «Хайбери», а футболист «Арсенала» Джордж Джоби стал первым «канониром», сделавшим то же самое. Памятный матч закончился победой хозяев 2-1. В 1925 году «Арсенал» выкупил у колледжа землю за 64 000 фунтов.
С 1930-х годов стадион начал претерпевать изменения. Архитектор Клод Феррьер (а после его смерти — Уильям Бенни) предложил проект реорганизации зрительских трибун. «Хайбери» полностью изменился: главная трибуна была снесена, а на её месте построена восточная трибуна, строительство обошлось в 130 000 фунтов. К 1936 году была возведена и западная трибуна, на строительство которой клуб затратил 45 000 фунтов. Стоимость строительства восточной трибуны значительно возросла из-за трат на декорирование фасада. Северная трибуна обзавелась крышей, а на южную поместили массивные часы, позже ставшие символом «Хайбери».
В годы Второй мировой войны северная трибуна была полностью разрушена немецкими бомбардировками и была полностью восстановлена только к 1956 году. В 1951 году «Хайбери» обзавёлся искусственным освещением. 17 октября 1951 года был проведён первый товарищеский матч с использованием световых мачт, соперниками «канониров» были футболисты тель-авивского «Хапоэля». В 1992 году стадион был переоборудован согласно докладу Тейлора. Также в эти годы стадион реконструировал свои известные часы.
Заключительная игра «Арсенала» на стадионе состоялась 7 мая 2006 года против клуба «Уиган Атлетик». Хозяева победили 4:2, а их капитан Тьерри Анри сделал в том матче хет-трик. После закрытия стадиона «Арсенал» провёл аукцион, на котором распродал много частей стадиона, включая угловые флажки, стойки ворот и даже стол предыдущего тренера Джорджа Грэма. Кресла не продавались, так как они были изготовлены из материала, содержащего ядовитые соединения кадмия.
Состоянием на 2013 год стадион был перепланирован в многоквартирный блок, согласно проекту «Площадь Хайбери», насчитывавший 711 единиц. Северная трибуна и Клок Энд были разобраны, а знаменитые часы перенесены на новый стадион. В октябре 2005 года квартиры поступили в продажу, а в мае 2006 все они были проданы.

## Статистика

### Памятные матчи
- Первая игра. 6 сентября 1913. «Арсенал» — «Лестер Фосс» — 2:1.
- Последняя игра. 7 мая 2006 год. «Арсенал» — «Уиган» — 4:2.
- Самая крупная победа. 9 января 1932 года. «Арсенал» — «Дарвен» — 11:1.
- Самое крупное поражение «Арсенала». 14 февраля 1925. «Арсенал» — «Хаддерсфилд» — 0:5. 11 ноября 1998. «Арсенал» — «Челси» — 0:5.

### «Арсенал»
Сводная статистика выступлений «Арсенала» на стадионе «Хайбери»:
| Соревнование      | Игры | Победы | Ничьи | Поражения | Забито | Пропущено | Процент побед |
| ----------------- | ---- | ------ | ----- | --------- | ------ | --------- | ------------- |
| Лига              | 1689 | 981    | 412   | 296       | 3372   | 1692      | 58 %          |
| Кубок Англии      | 142  | 92     | 32    | 18        | 305    | 123       | 65 %          |
| Кубок Лиги        | 98   | 69     | 14    | 15        | 195    | 74        | 70 %          |
| Еврокубки         | 76   | 50     | 17    | 9         | 153    | 60        | 66 %          |
| Суперкубок Англии | 5    | 4      | 0     | 1         | 13     | 6         | 80 %          |
| Всего             | 2010 | 1196   | 475   | 339       | 4038   | 1955      | 67,8 %        |

### Сборная Англии
Сводная статистика выступлений сборной Англии на стадионе «Хайбери»:
| Соревнование                           | Игры | Победы | Ничьи | Поражения | Забито | Пропущено | Процент побед |
| -------------------------------------- | ---- | ------ | ----- | --------- | ------ | --------- | ------------- |
| Отборочные матчи чемпионата мира       | 1    | 1      | 0     | 0         | 4      | 1         | 100 %         |
| Международный чемпионат Великобритании | 1    | 0      | 0     | 1         | 1      | 2         | 0 %           |
| Товарищеские матчи                     | 10   | 8      | 2     | 0         | 42     | 12        | 80 %          |
| Всего                                  | 12   | 9      | 2     | 1         | 47     | 15        | 75 %          |

### Полуфиналы кубка Англии
Все полуфиналы кубка Англии проходят в Лондоне. Некоторые из них проводились на «Хайбери». Полужирным шрифтом выделены победители Кубка тех лет.
| #  | Год  | Победитель               | Счёт | Проигравший             |
| -- | ---- | ------------------------ | ---- | ----------------------- |
| 1  | 1929 | Портсмут                 | 1-0  | Астон Вилла             |
| 2  | 1937 | Престон Норт Энд         | 4-1  | Вест Бромвич Альбион    |
| 3  | 1939 | Портсмут                 | 2-1  | Хаддерсфилд             |
| 4  | 1949 | Лестер Сити              | 3-1  | Портсмут                |
| 5  | 1958 | Манчестер Юнайтед        | 5-3  | Фулхэм                  |
| 6  | 1978 | Ипсвич Таун              | 3-1  | Вест Бромвич Альбион    |
| 7  | 1981 | Тоттенхэм Хотспур        | 3-0  | Вулверхэмптон Уондерерс |
| 8  | 1982 | Куинз Парк Рейнджерс     | 1-0  | Вест Бромвич Альбион    |
| 9  | 1983 | Брайтон энд Хоув Альбион | 2-1  | Шеффилд Уэнсдей         |
| 10 | 1984 | Эвертон                  | 1-0  | Саутгемптон             |
| 11 | 1992 | Ливерпуль                | 1-1  | Портсмут                |
| 12 | 1997 | Челси                    | 3-0  | Уимблдон                |

## Интересные факты
- 19 апреля 2006 года состоялся последний еврокубковый поединок «Арсенала» на старой Арене (Полуфинал Лиги Чемпионов 2005/2006 против «Вильяреала»). Во время матча на стадион выбежала белка из близлежащего парка, которая не уходила с поля в течение четверти часа[8].
- 27 июля 2006 года часы, которые висели на «Хайбери» более 70 лет, были установлены как память на новом стадионе «Арсенала» «Эмирейтс».